# DR-Baureihe 04
Die beiden Dampflokomotiven der Baureihe 04 waren Mitteldruck-Versuchslokomotiven der Deutschen Reichsbahn, die aus den Einheitsdampflokomotiven der Baureihe 03 abgeleitet wurden.

## Geschichte
Im Jahr 1932 versuchte die Deutsche Reichsbahn durch die Verwendung hochfester Stähle den Kesseldruck von 16 atü (15,7 bar) auf 25 atü (24,5 bar) zu steigern. Die von der Firma Krupp gebauten Maschinen wurden zunächst bei der LVA Grunewald untersucht. Mit einem spezifischen Dampfverbrauchswert von 5,2 kg/PSh in Bezug auf die indizierte Leistung unterschritten die Loks den bereits recht niedrigen Dampfverbrauchswert der Baureihe 03 um über 1 kg/PSh deutlich. Der Kohlenverbrauch betrug bezogen auf die effektive Leistung am Zughaken 0,96 kg/PSh im Vergleich zu 1,13 kg/PSh bei der 03. Die Mitteldruckkessel erwiesen sich nicht als standfest, es traten bereits nach kurzer Zeit Schäden an der Feuerbüchse auf. Da die Lokomotiven auch nach Umbauten und Reparaturen nicht die Erwartungen erfüllten, setzte man den zulässigen Kesselüberdruck schließlich 1935 auf 20 atü herab und reihte sie mit den Betriebsnummern 02 101 und 02 102 in den Betriebsbestand ein. Sie sollten sodann vom Bw Hamburg-Altona aus im regulären Zugdienst eingesetzt werden, doch da man dort keine Erfahrung mit Vierzylinderverbundlokomotiven hatte, wurden sie 1936 an das Bw Hof abgegeben. Infolge Wassermangels explodierte der Kessel der 02 101 am 3. April 1939; daraufhin musterte man beide Maschinen aus; 1940 schließlich wurden sie verschrottet.
Die Einheitslokomotiven waren mit Einheitstendern der Bauart 2’2’ T32 gekuppelt.